# Don Juan (Strauss)
Don Juan je simfonična pesnitev Richarda Straussa (op. 20). Predstavlja njegovo prvo delo v novem osebnem glasbenem izrazu (poprej se je zgledoval predvsem po Wagnerju), nastalo po istoimenski pesnitvi avstrijskega pesnika Nikolausa Lenauua. V tej romantični interpretaciji don Juan hrepeni po idealni ljubezni, po Ženski, ki bi tako popolno utelešala žensko bistvo, da bi mu nadomestila vse neštete srečnice, ki jih v življenju ne more osvojiti. Čeprav so junakovi motivi v tej romantični izpeljanki mita o don Juanu vzvišeni, dela iste stvari kot Molièrov don Juan in Mozartov don Giovanni: leta od ženske do ženske. Nazadnje se kot markiz Valmont, junak Laclosovih Nevarnih razmerij (Les Liaisons dangereuses, 1782), zaradi golega dolgčasa in ker se sam sebi gnusi pusti ubiti v dvoboju. Strauss je poglavitna čustva svojega junaka izrazil s tremi tematskimi sklopi: prvi je viharen in drzen, predstavlja junakov mladostni zagon; lirični sklop prepletajočih se kromatičnih melodij predstavlja don Juanove ljubezni (prva med njimi je elegantni motiv v tridobnem taktu, ki ga je Strauss pozneje z velikim uspehom uporabil tudi v operi Kavalir z rožo), tretja tema pa je siloviti motiv v rogovih; ta predstavlja hrepenenje po vzvišenem idealu, ki ga nobena resnična ženska ne more zadovoljiti in vodi v junaka v obup (takšno interpretacijo tvegamo zavedajoč se, da je le ena od mnogih možnih). Simfonično pesnitev je 11. decembra 1889 z dvornim orkestrom v Weimarju prvič izvedel sam skladatelj. Uspeh je bil deljen: del občinstva je bil navdušen, številnim poslušalcem pa se je to, danes docela konvencionalno poznoromantično delo zdelo preveč nezaslišano in novo.